# Anna Titimeć
Анна Serhijiwna Titimeć (ukr. Анна Сергіївна Тітімець; ur. 5 marca 1989) – ukraińska lekkoatletka specjalizująca się w biegu na 400 metrów przez płotki. 
Ósma zawodniczka mistrzostw Europy juniorów w Hengelo (2007) oraz czwarta mistrzostw świata juniorów w Bydgoszczy (2008). W 2009 tuż za podium, na czwartym miejscu, ukończyła rywalizację na młodzieżowych mistrzostwach Europy. Bez sukcesów brała udział w 2009 w mistrzostwach świata oraz w 2010 na mistrzostwach Europy. Wzięła udział w halowych mistrzostwach Europy w Paryżu zimą 2011 jednak odpadła podczas nich w półfinale biegu na 400 metrów. Srebrna medalistka mistrzostw Europy młodzieżowców z Ostrawy. W 2012 roku wystartowała na igrzyskach olimpijskich w Londynie, gdzie odpadła w półfinale. Złota medalistka uniwersjady w Kazaniu (2013). W tym samym roku zajęła 4. miejsce na mistrzostwach świata w Moskwie. W 2014 została wicemistrzynią Europy.
Okazjonalnie startuje w biegach rozstawnych – w sztafecie 4 x 100 metrów sięgnęła w 2007 po wicemistrzostwo Europy juniorek oraz w 2011 po złoto uniwersjady, a w sztafecie 4 x 400 metrów była wraz z koleżankami czwarta na mistrzostwach Europy U23 w 2009 oraz piąta podczas seniorskich mistrzostw Europy w Barcelonie (2010). 
Medalistka mistrzostw Ukrainy oraz reprezentantka kraju w drużynowych mistrzostwach Europy. 
Rekordy życiowe: bieg na 400 metrów przez płotki – 54,56 (16 sierpnia 2014, Zurych). 